# Liste der denkmalgeschützten Objekte in Moosbrunn
Die Liste der denkmalgeschützten Objekte in Moosbrunn enthält die 2 denkmalgeschützten, unbeweglichen Objekte der Gemeinde Moosbrunn.

## Denkmäler
| Foto |                 | Denkmal                                                             | Standort                                  | Beschreibung | Metadaten |
| ---- | --------------- | ------------------------------------------------------------------- | ----------------------------------------- | --- | --- |
| ja   | Datei hochladen | Pfarrhof, Haupt-/Wohngebäude mit Tormauer HERIS-ID: 244300seit 2024 | Hauptplatz 2 Standort KG: Moosbrunn       | | BDA-Hist.: Q126122337 Status: Bescheid Stand der BDA-Liste: 2025-06-30 Name: Pfarrhof, Haupt-/Wohngebäude mit Tormauer GstNr.: 210                                     |
| ja   | Datei hochladen | Kath. Kirche hl. Lorenz HERIS-ID: 8412 Objekt-ID: 4366              | Hauptplatz 8a, bei Standort KG: Moosbrunn | Die Laurentius von Rom gewidmete Kirche besteht aus einer barocken Staffelhalle und einem eingestellten Nordturm. Sie wurde 1684 errichtet und im 18. Jahrhundert erweitert. | BDA-Hist.: Q38003502 Status: § 2a Stand der BDA-Liste: 2025-06-30 Name: Kath. Filialkirche hl. Lorenz (Ehem. Kath. Pfarrkirche) GstNr.: 215, 216 Pfarrkirche Moosbrunn |